# Almócita
Almócita es un municipio español de la provincia de Almería y la comunidad autónoma de  Andalucía situado en la Alpujarra Almeriense y a 54 km de la capital provincial, Almería a una altitud de 835 m s. n. m. En el año 2020 contaba con 176 habitantes. Su extensión superficial es de 30 km² y tiene una densidad de 5,86 hab/km².
El origen del nombre de este municipio almeriense tiene raíz árabe (Al-moaycata o Almavata) del árabe al-mawsata, lugar de en medio.
Se designa así con su nombre el lugar donde se encontraba y encuentra, en medio de otras dos localidades, Beires al norte y Padules al este.

## Toponimia
Según Gómez Moreno, el origen de Almócita estaría en la alquería de Almoçata o Almoçita, provenientes de al-Musata. Por parte de Miguel Asín Palacios, la traducción sería la de enmedio.

## Geografía física
La localidad se encuentra situada a una altitud de 834 m s. n. m. y a 54 kilómetros de la capital de provincia, Almería. El municipio limita con Beires por el norte, con Padules por el este, con Fondón al oeste, con Dalías por el sur.
| Noroeste: Fondón | Norte: Beires | Noreste: Beires |
| Oeste: Fondón    |               | Este: Padules   |
| Suroeste Fondón  | Sur: Dalías   | Sureste: Dalías |

### Riesgos naturales
El municipio de Almócita todavía no cuenta con un PTEL que cumpla con la Ley 5/2010 sobre autonomía local.

## Historia
Almócita, fundada por los descendientes de Tubal, pervive la historia árabe tanto en sus calles como en su arquitectura urbana, conservando aún la Judería en el barrio Bajo, con sus habitáculos en ruinas de gran valor. Este lugar, que se muestra tan callado y humilde en su existencia, encierra en su casco urbano la arquitectura morisca mejor conservada de la provincia. Almócita se encuentra situada en una hondonada entre las faldas de Sierra Nevada y la de Gádor, a 837 metros de altitud y dominada por el morrón de La Lagunilla y por el Puntal de los Pájaros. Su superficie es de 31´2 km, distando 54 km de la capital. Fue fundada por los descendientes de Tubal, pasado árabe del que dan testimonios tanto sus calles estrechas y serpenteantes. Esta localidad se encuentra dividida en tres parajes: el barrio Bajo o de la Judería, las Espeñuelas y el Secanillo de la Virgen. Encierra en su casco urbano la arquitectura morisca mejor conservada de la provincia. El agua que riega sus tierras procede de la fuente del Nacimiento que comparte con Beires y Padules.
En 1570 llega a la localidad D. Juan de Austria para la negociación de la reducción de los moriscos sublevados de la Alpujarra, cuya paz se celebró en una encina en el Cortijo del Hadid, que desde entonces tomó el nombre de Cortijo de las Paces. 
Como personaje ilustre podemos destacar D. Miguel Collado que fue canónigo de la Insignia Colegial de la ciudad de Santa Fe, del que se dice estar su cuerpo incorrupto.
La época cristiana se caracteriza por la construcción de la iglesia parroquial de Nuestra Señora de la Misericordia, de estilo mudéjar, realizada en piedra de cantería de gran calidad, alternando con cajones de mampostería.
Su torre campanario fue reedificada a finales del siglo XVII, restauraciones que no se ajustaron fielmente al modelo original. Tiene una capilla mayor diferenciada de la nave por medio de un arco, conserva una armadura de limas moamares, con labor de agramilado y sobre los faldones tres frisos paralelos de lazo.
En su interior fue colocado el Santísimo Sacramento por el Arzobispo de Granada, D. Martín de Ascargos. 
Almócita cuenta con la ermita de Nuestra Señora de los Desamparados, que es objeto de una romería en la que se bendice a los recién nacidos, se hacen ofrendas florales, hogueras nocturnas y son bendecidos los animales domésticos llegados de otras localidades. También resalta su lavadero público todavía en uso, en la plaza. 
Antiguamente el lugar contaba con un aljibe árabe comunal, un baño, un horno de pan junto a la Mezquita, un molino harinero en el río de Bogaraya, una herrería y dos almazaras. 
En la Edad Media, destacaba la industria de la seda, contando Almócita con grandes criaderos de gusanos y moreras, de las cuales son contadas las que se conservan hoy. 
Durante el siglo XIX, se desarrolló la industria minera del plomo. En la actualidad se puede contemplar las ruinas de las minas de Pandora, la Minilla, las famosas Minas de la Solana ubicadas en el cerro del Capitán y la cantera de pizarras que se utilizaron para revestir los techos de las antiguas fundiciones de plomo que se encontraban en la localidad. 
Tradicionalmente, se cultivaba la uva de mesa, la almendra y el olivar que han constituido los productos agrícolas básicos en la economía de la zona del Andarax. 
Se recomienda un paseo por los Tajos de Cuevacaliente y del Laerón, sobre el Barranco del Bosque que nos ofrece maravillosos y espectaculares paisajes entre las altas montañas.

## Geografía humana

### Organización territorial
El municipio carece de cualquier otro núcleo de población.

### Demografía
Cuenta con una población de 210 habitantes (INE 2024).
| Gráfica de evolución demográfica de Almócita entre 1842 y 2021                                                        |
| |
| Población de derecho según los censos de población del INE. Población de hecho según los censos de población del INE. |

### Economía

#### Evolución de la deuda viva municipal
| Gráfica de evolución de Deuda viva del Ayuntamiento de Almócita entre 2008 y 2019                                |
| |
| Deuda viva del Ayuntamiento de Almócita en miles de Euros según datos del Ministerio de Hacienda y Ad. Públicas. |

## Política

### Alcaldes
| Legislatura | Nombre                    | Grupo |
| ----------- | ------------------------- | ----- |
| 1979-1983   | Esteban Compán Ruiz       | UCD   |
| 1983-1987   | Francisco Compán Balaguer | PSOE  |
| 1987-1991   | Francisco Compán Balaguer | PSOE  |
| 1991-1995   | Francisco Compán Balaguer | PSOE  |
| 1995-1999   | Francisco García García   | PSOE  |
| 1999-2003   | Francisco García García   | PSOE  |
| 2003-2007   | Francisco García García   | PSOE  |
| 2007-2011   | Francisco García García   | PSOE  |
| 2011-2015   | Francisco García García   | PSOE  |
| 2015-2019   | Francisco García García   | PSOE  |
| 2019-2023   | Francisco García García   | PSOE  |
| 2023-act.   | Francisco García García   | PSOE  |

## Servicios públicos

### Educación
El municipio cuenta con un Centro Público Rural, el CPR Valle de Andarax, compartido con las localidades de Íllar, Instinción, Ohanes, Padules y Rágol, y que en Almócita ofrece solamente un aula compartida entre infantil y primaria.

### Sanidad
El municipio cuenta con un consultorio, dependiente del Complejo Hospitalario Torrecárdenas, que da servicio martes y viernes.

## Cultura

### Patrimonio

#### Patrimonio religioso
Iglesia parroquial

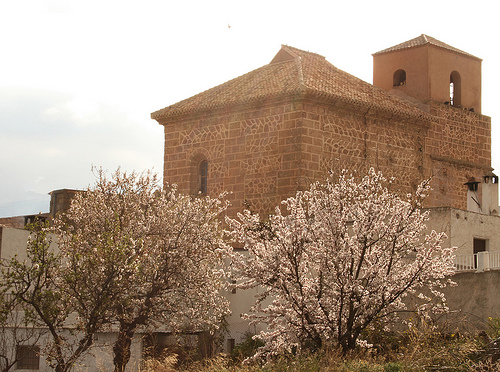
Iglesia mes de febrero

La iglesia parroquial Nuestra Señora de la Misericordia, fue reedificada a finales del siglo XVII, restaurando la torre situada en el campanario, no ajustándose fielmente al modelo original. Tiene una capilla mayor diferenciada de la nave por medio de un arco, conserva una armadura de limas mohamares, con labor de agramilado y sobre los faldones tres frisos paralelos de lazo.La época cristiana se caracteriza por la construcción de la iglesia parroquial de estilo mudéjar, realizada en piedra de cantería de gran calidad, alternando con cajones de mampostería y por sus ventanas con vanos de medio punto iluminan su interior. La nave carece de cubierta y se utiliza como jardín, estando reservado el espacio para el culto a la capilla mayor.
Ermita
La ermita fue construida en los siglos XVII-XVIII y es posible que originalmente sólo se construyera la nave y, posteriormente, en el siglo XVIII se le añadiera la capilla mayor.
La ermita consta de una nave rectangular y capilla mayor diferenciada. La nave ha perdido la armadura. Los muros de la nave y capilla mayor son de cajones de mampostería, mientras que los restos de la construcción anexa, posiblemente la casa del ermitaño, sustituye la mampostería por tapial. La presencia del arco triunfal se manifiesta al exterior mediante contrafuertes de ladrillo. A los pies se encuentra la sencilla portada latericia, con vano de medio punto enmarcado por pilastras y coronada por una cornisa muy deteriorada.

#### Lugares de interés
Plaza de Almócita

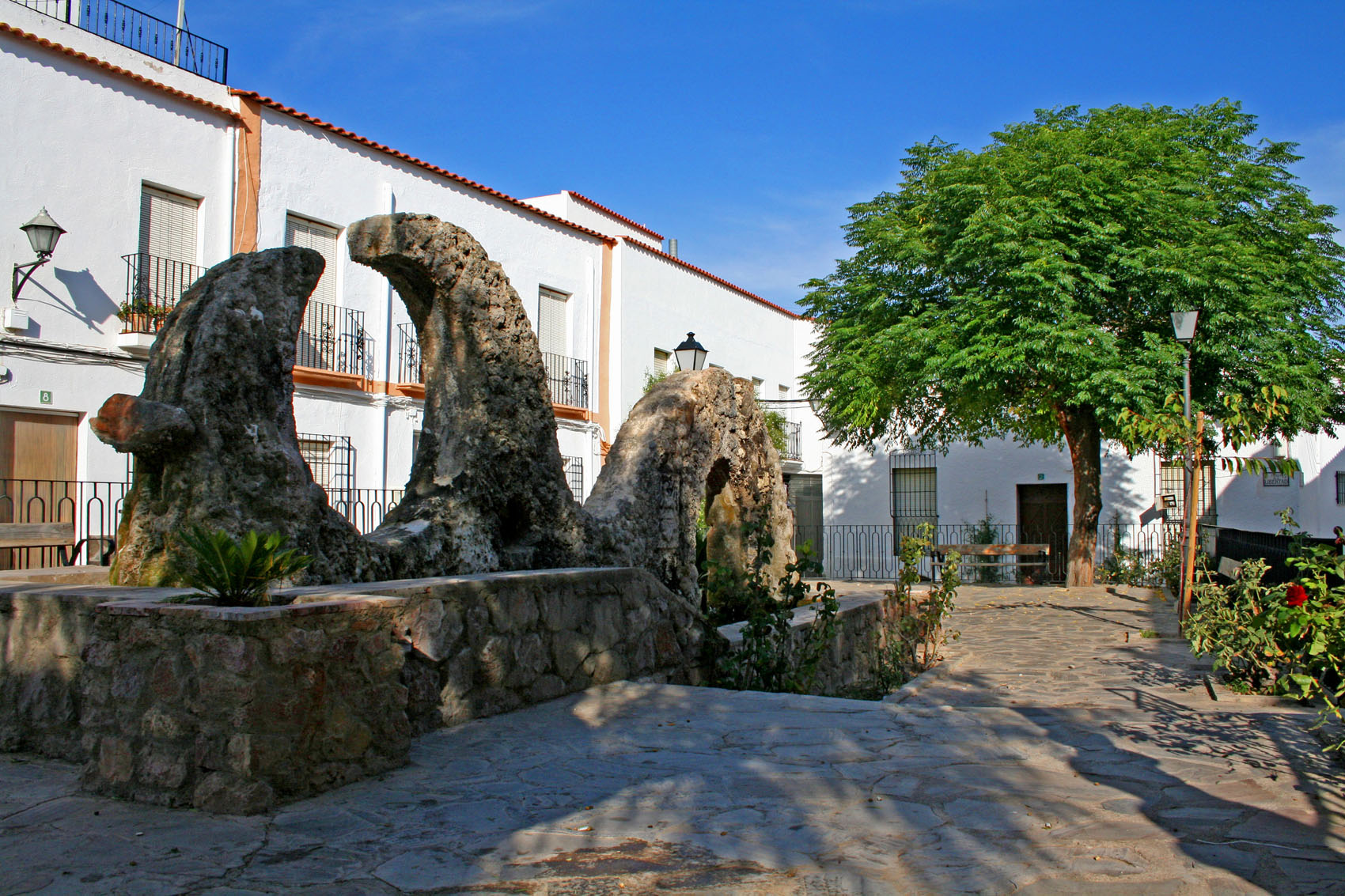
Plaza de Almócita.

Plaza rectangular, de piso levemente inclinado en relación con el espacio central nivelado y levemente sobreelevado. Acotado este último espacio por una baranda, de nueva factura y algunos elementos de jardinería. En el centro, una fuente decorativa moderna, construida en mampostería. Las viviendas del entorno son, en su mayor parte de nueva construcción, aunque sin plantear una excesiva ruptura con el entorno. 
Fuente de los Tres Caños

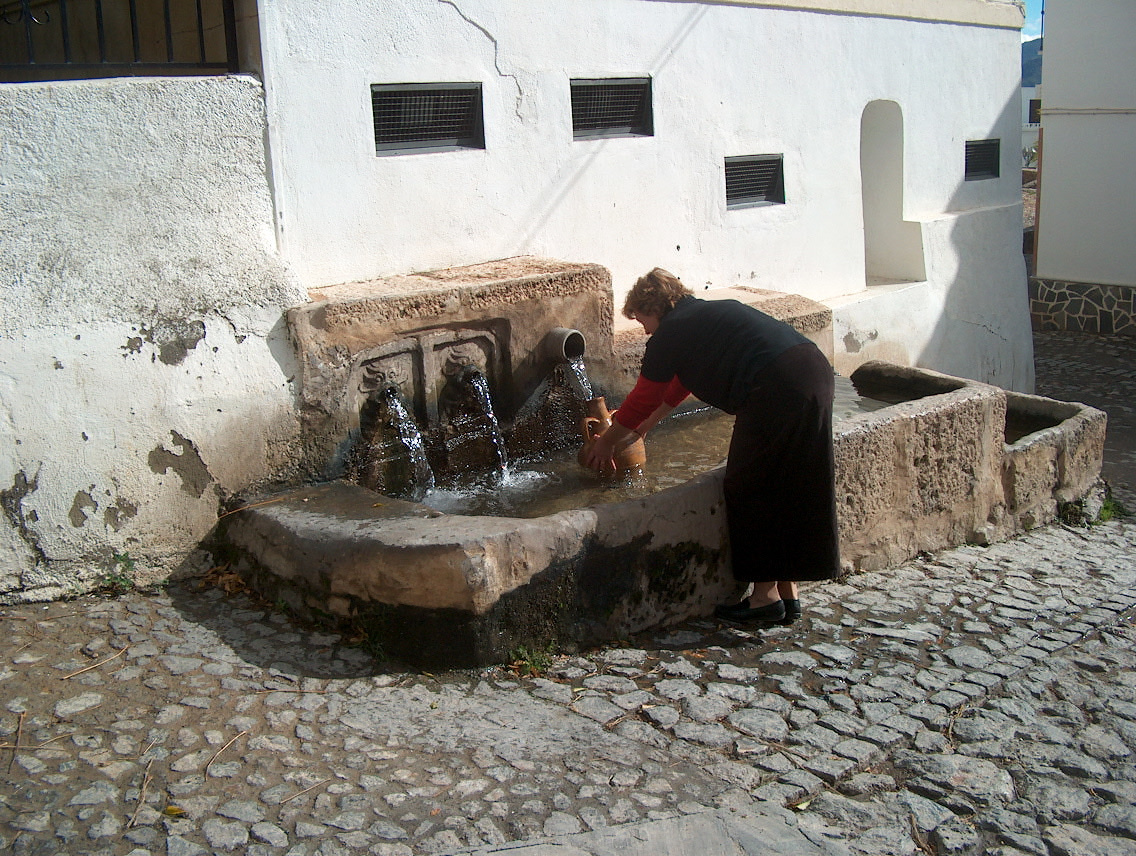
Fuente de los Tres Caños.

Pilar construido con grandes bloques de piedra caliza; compuesto por un pilón, de grandes dimensiones y dos de menor tamaño, que reciben el agua desde el primero. A este último llegan tres caños, dos de ellos de menor tamaño, enmarcados por una losa esculpida con mascarones zooformes, desde cuya boca mana el agua. El tercer caño, de latón, es de mayor tamaño y se encuentra sin enmarcar.
Lavadero
Construido aproximadamente en los siglo XIII-XIV. En el siglo XX pasó a convertirse en lavadero.
Ocupa el espacio de un antiguo aljibe. Cubierta de bóveda de medio cañón, levemente apuntada. Planta trapezoidal, de aproximadamente 5 x 2,5m.
Se accede mediante un vano practicado en el lateral, con arco de medio punto.
Barrio de la Judería

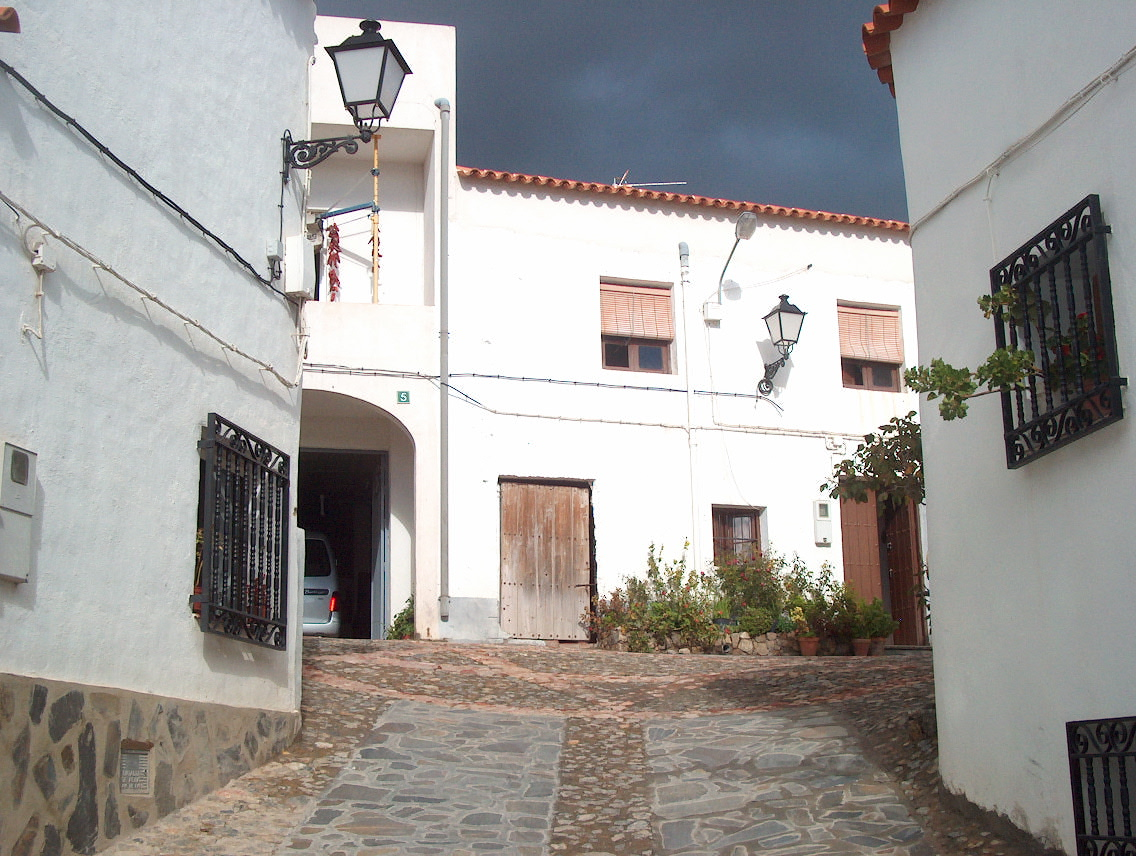
Barrio de la Judería.

En el barrio de la Judería se conserva un sabor único con casas encaladas con tiestos de geranios en los balcones, calles empedradas por donde reina el silencio y la luz.
El barrio termina en una miniplaza.
Era de los Majuelos
Era de trilla de 11 metros de diámetro, aproximadamente, de bella factura, parcialmente excavada en la roca, con solería de canto rodado y orilla formada por grandes bloques carbonatados, situada junto a la cañada de Los Majuelos.
Molinillo de Almócita
Molino construido en mampostería, de pequeño tamaño, con dos pequeñas salas. En una de ellas se ubica el sistema de molido, donde se conservan varias piedras. Posee un cubo de 4m de altura, aproximadamente y un cárcavo de cañón, apenas visible por la vegetación. En el exterior se conserva otra piedra haciendo la función de mesa. También conocido como "molino de Los Polos".
Situado en la carretera comarcal - camino de Lo Romanientes, construido en el siglo XIX.
Molino del Río
Molino de pequeñas dimensiones, con dos cubos. Presenta 2 cárcavos con bóveda de cañón, algo rebajados.
Situado en el Río Andarax, margen izquierda, junto al "camino de la sierra".
Minas de la Solana

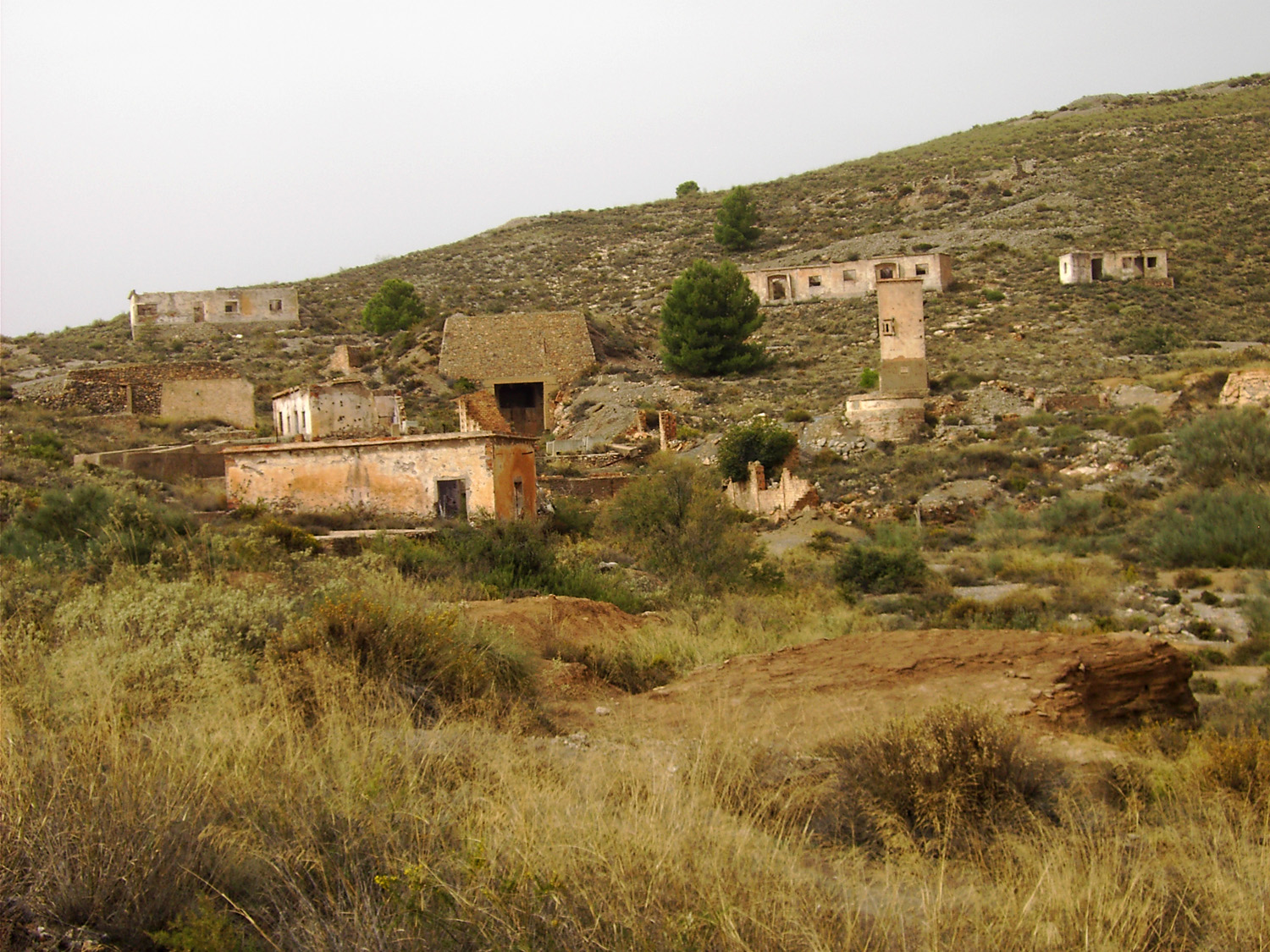
Minas de la Solana.

Conjunto de pequeñas casas, para la gestión minera, así como estructuras de procesado. Están situadas entre el coto de los municipios de Almócita y Fondón, cuenta con numerosos pozos mineros y malacates que rodean al lavadero, así como la tolva, que pertenecía al siglo XIX, distribuidas en toda la ladera de la solana que vierte al Río Andarax.
También podemos encontrar una gran balsa cilíndrica para la acumulación del agua, diversos almacenes, laboratorios, talleres, casas de técnicos, albergue de trabajadores...
Llamando la atención un curioso palomar cilíndrico mandado construir por el ingeniero para su disfrute.
Se ponen en funcionamiento en los años 50 del siglo XX, contando con numerosos pozos, destacados por sus grandes tamaños.
Calera

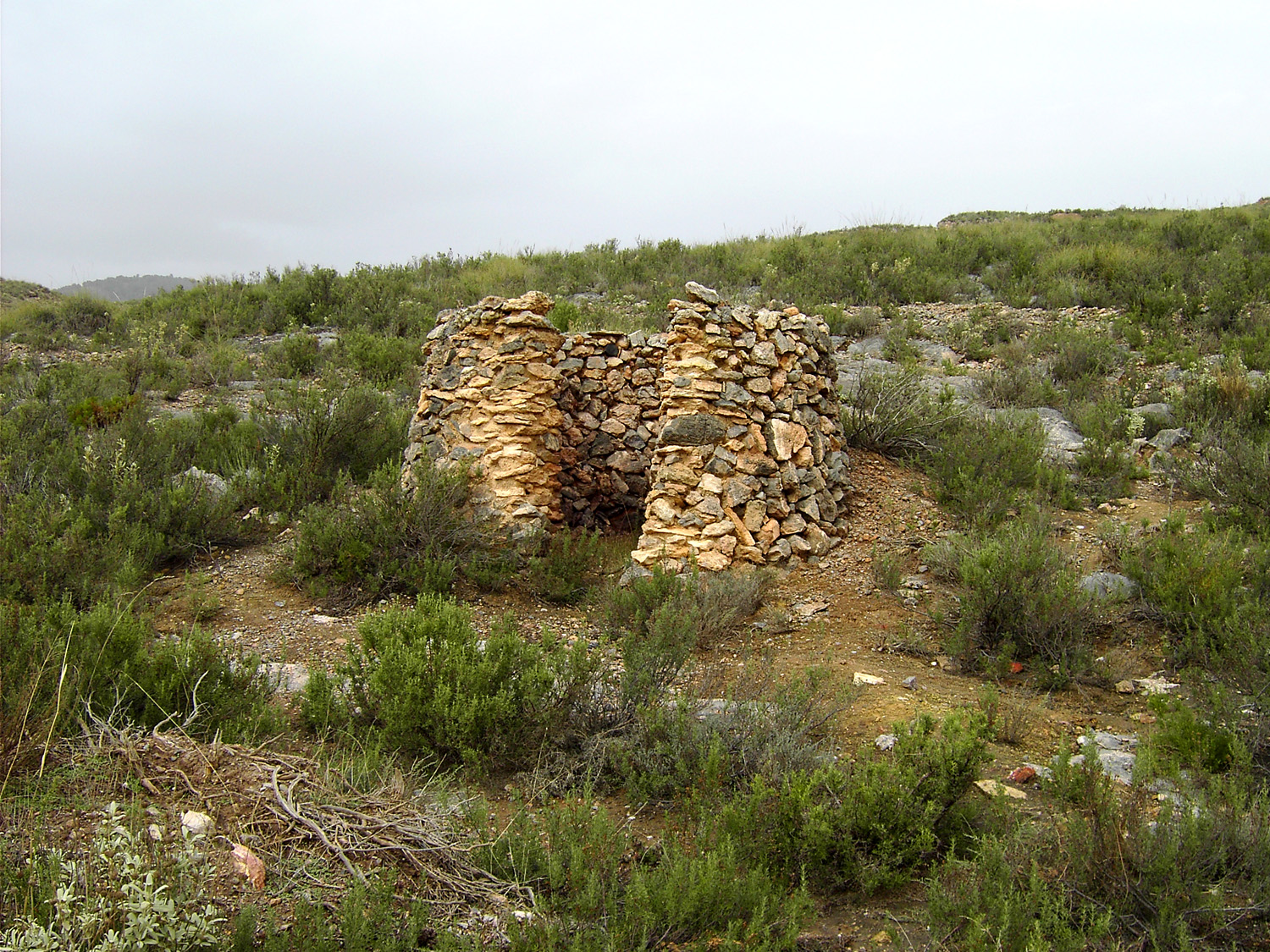
Calera de Almócita.

Está formada por hornos troncocónicos de unos 3 metros de altura, levantados en mampostería con muros no excesivamente gruesos, con una pequeña excavación en su interior. Estas construcciones se encuentran abiertas en su parte superior, además de presentar un gran vano frontal para la carga y extracción.
Fábrica Hidroeléctrica Almociténse

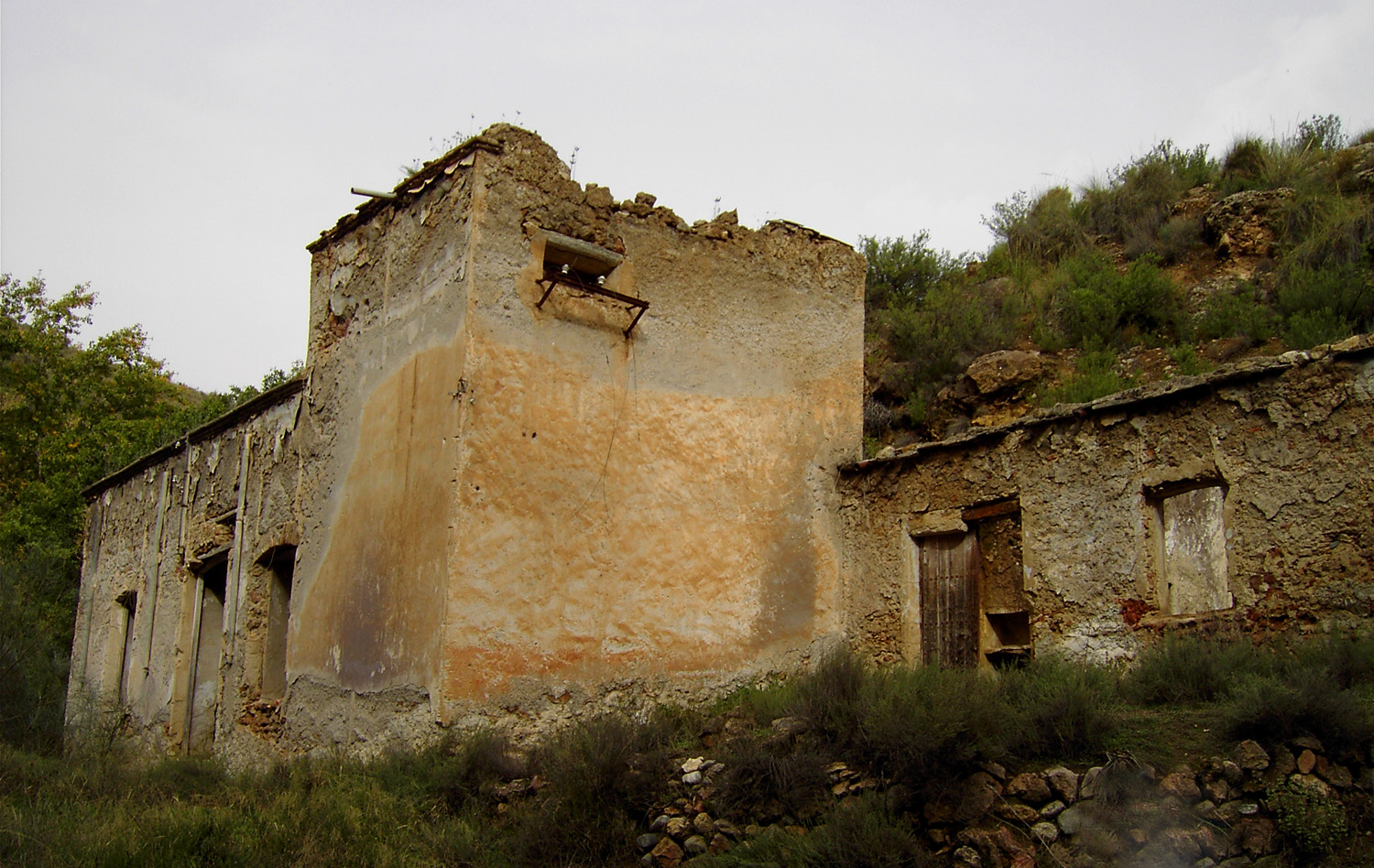
Antigua Fábrica Hidroeléctrica Almociténse.

Central hidroeléctrica que manifiesta el conjunto de dos edificios adosados. El primero, de apreciables dimensiones, contenía el generador y demás elementos para la producción eléctrica. Fue la primera generación eléctrica del municipio, está situada al margen izquierdo del Río Andarax, en el límite con el término municipal de Padules.
Canal Hidroeléctrico de Almócita

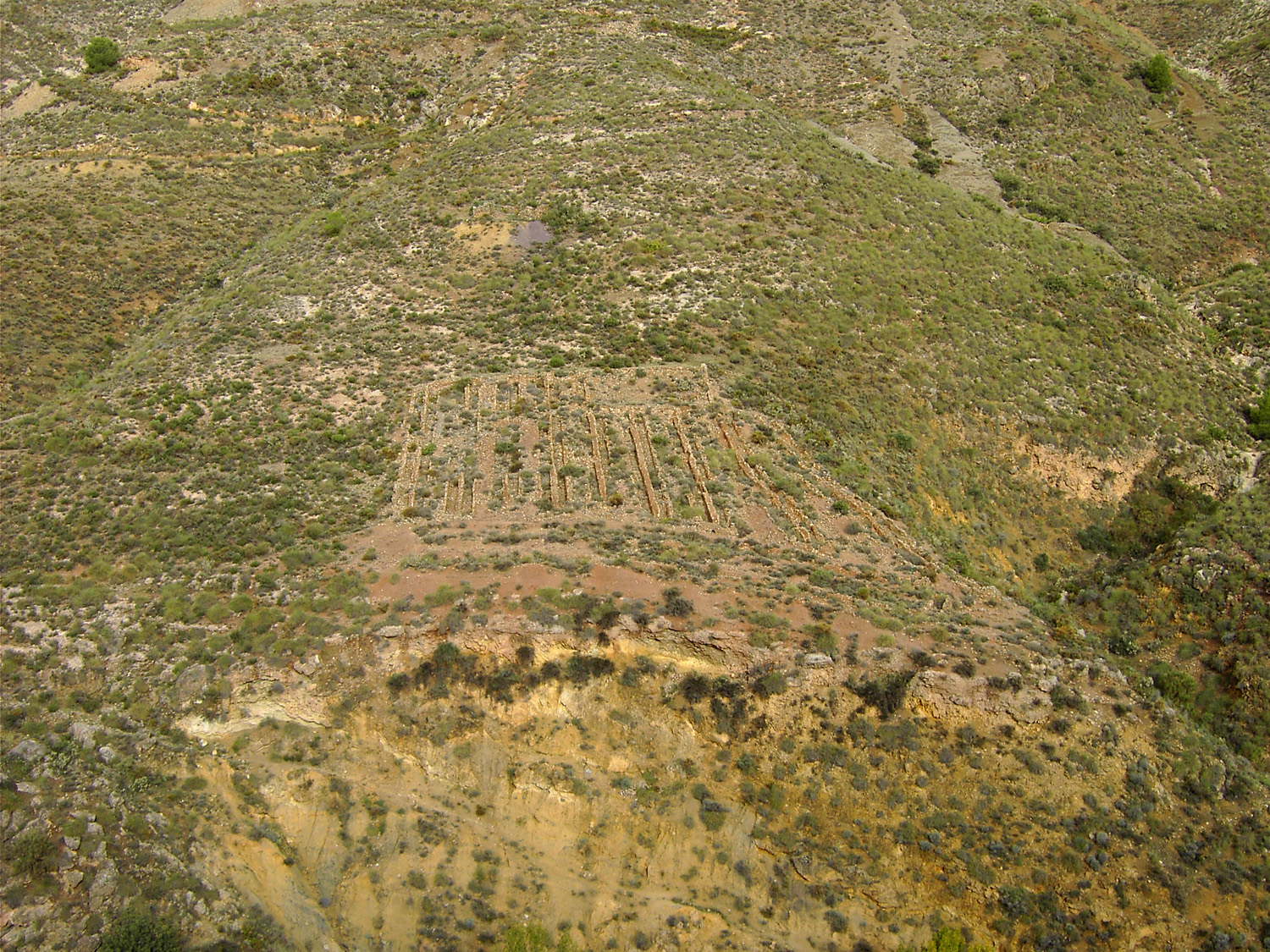
Fundición en parrilla "Fuente de Godoy".

Canal de mampostería de 1,5 km., aproximadamente de longitud; con distintos túneles embovedados en mampostería y otros directamente excavados en la roca.
Posiblemente fue construido durante el primer cuarto del siglo XX, con la primera llegada de la electricidad a la población.
Fábrica de la Escopeta
Conjunto de edificaciones dedicadas a la fundición de plomo, construidas en mampostería, donde destaca un arco escarzano de apreciables dimensiones. Existe una chimenea situada a unos 100 m sobre el nivel de la fábrica.
Restos de la fundición en "parrilla" de fuente de Godoy
Corresponden al siglo XVIII y XIX
Son construcciones que están situadas sobre una pendiente natural, presenta múltiples galerías embovedadas paralelas que conforman una extensa “parrilla” para la condensación de los gases consecuentes a la calcinación de la galena, que actuaría de modo de alambique. La menor temperatura del aire exterior enfriaría las bóvedas lo que daría lugar a la condensación de los gases de plomo que circulaban por el interior.
La Terrera de las Balaguesas

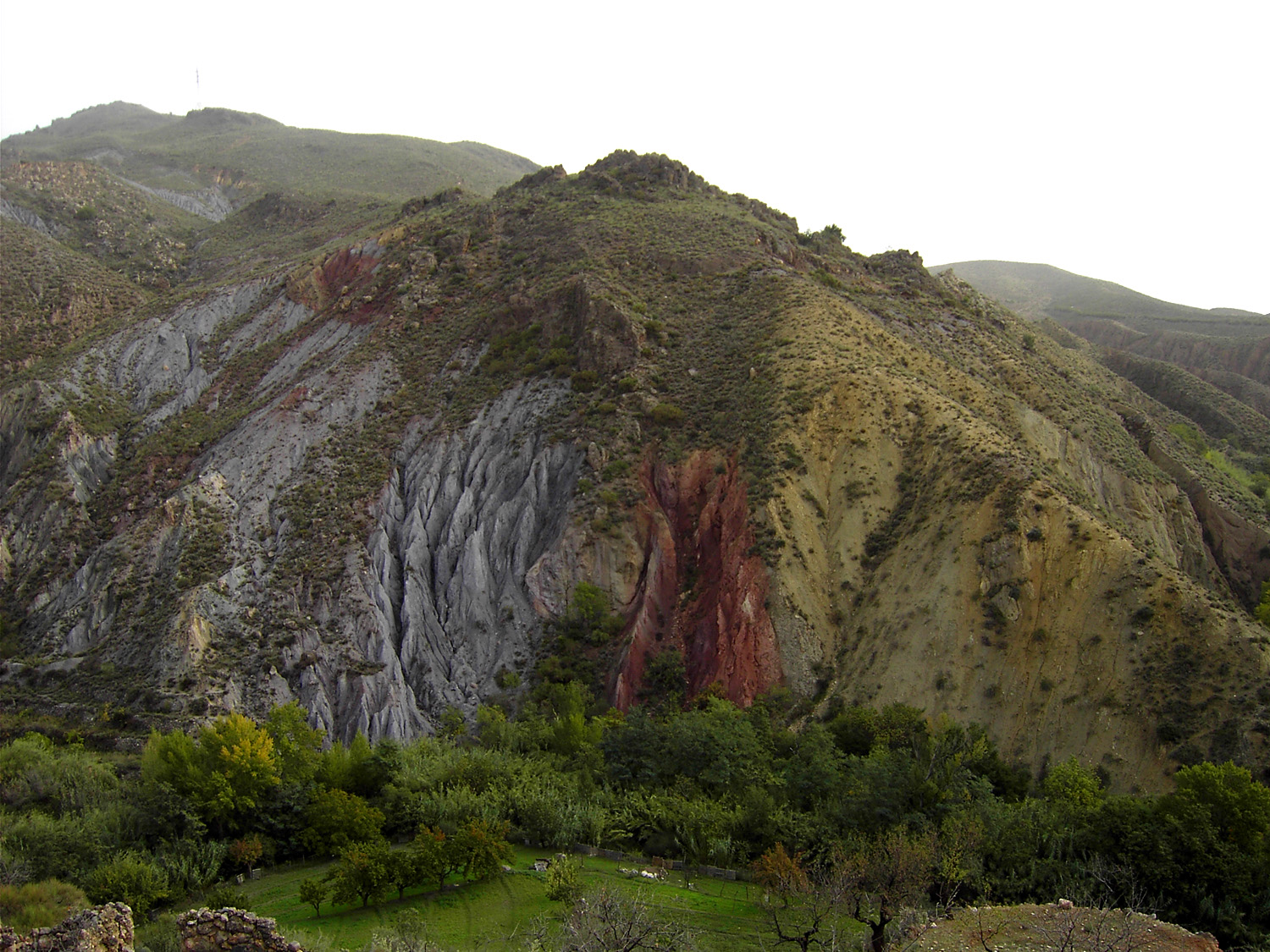
La Terrera de las Balaguesas, formación geológica.

La Terrera de Las Balaguesas al pie del cerro Capitán y sobre el río Andarax, reúne en un singular paisaje los colores debido a que está formada por estratos verticales de launa, amalgama y margas.
Puente de Cacín

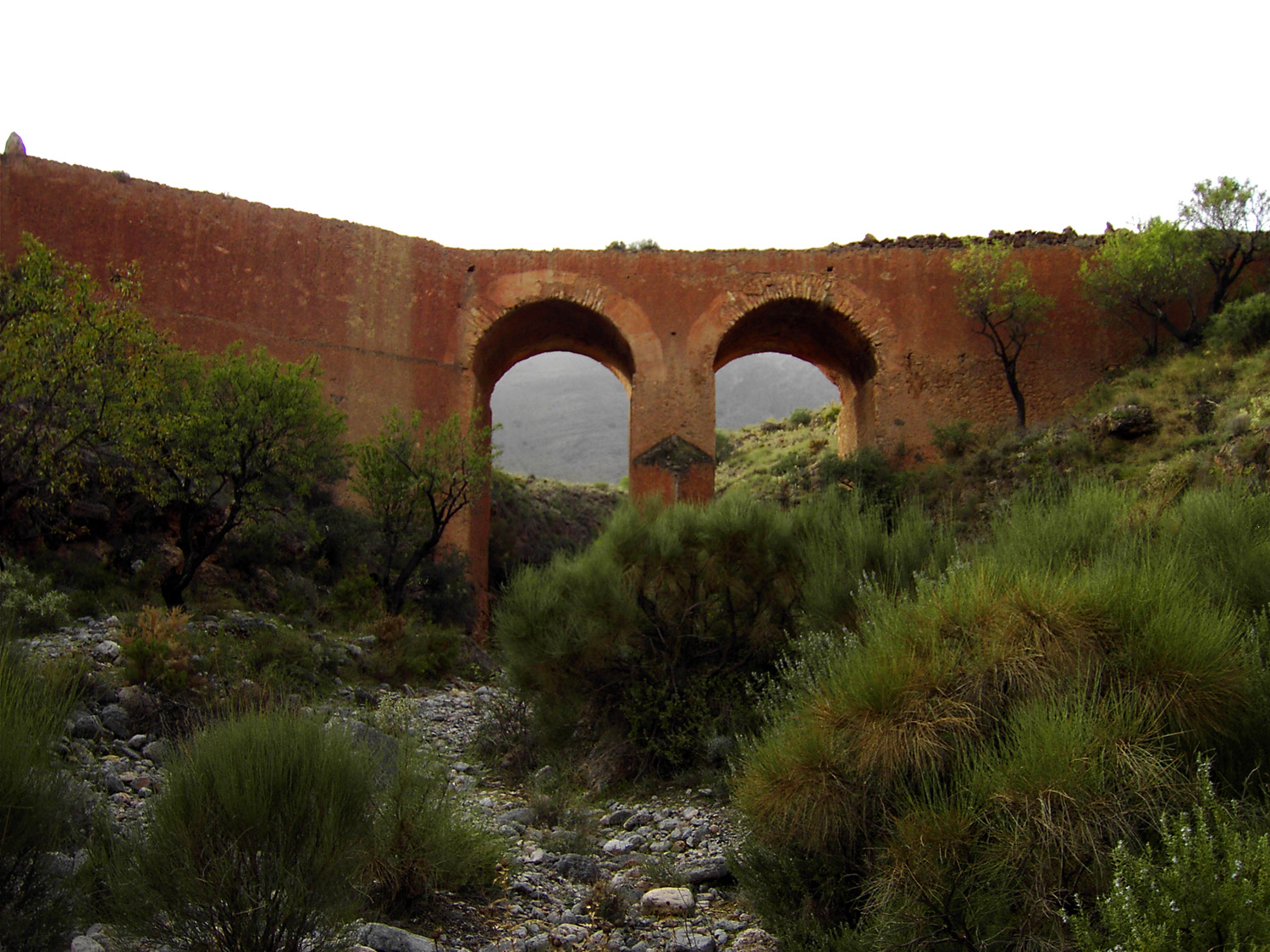
Puente de Cacín.

Construido a finales del siglo XVIII, supone uno de los elementos de mayor interés del conjunto del Camino de las Fundiciones Reales y de la arquitectura de las comunicaciones históricas de Almería.[cita requerida]
Está constituido por dos vanos de arco de medio punto. La pila central está reforzada por dos potentes tajamares, mientras las aletas se abren de forma divergente. 
Constituye el eje que comunica los pueblos del Medio Andarax.
Acueducto del barranco del Bosque
Acueducto de apreciables dimensiones que canaliza la acequia Gorda. Conformado por dos arcos centrales y dos laterales de medio punto, rebajados, construidos en mampostería.
Construido a finales del siglo XIX. Creado tras la compra, por Campomayor, del agua correspondiente a Beires del río Andarax, para trasladar el agua a la población.
Los Balsones de sierra de Gádor
Los balsones son reconocidos como zonas húmedas por su interés botánico y faunístico, podemos señalar la balsa de Barjalí y la balsa Bermeja.
Estos depósitos seminaturales se llenan con la nieve o agua de lluvia, situados en las lagunas de las altas montañas, de cuya acumulación de agua se sirven los pastores de la zona.
Aljibe

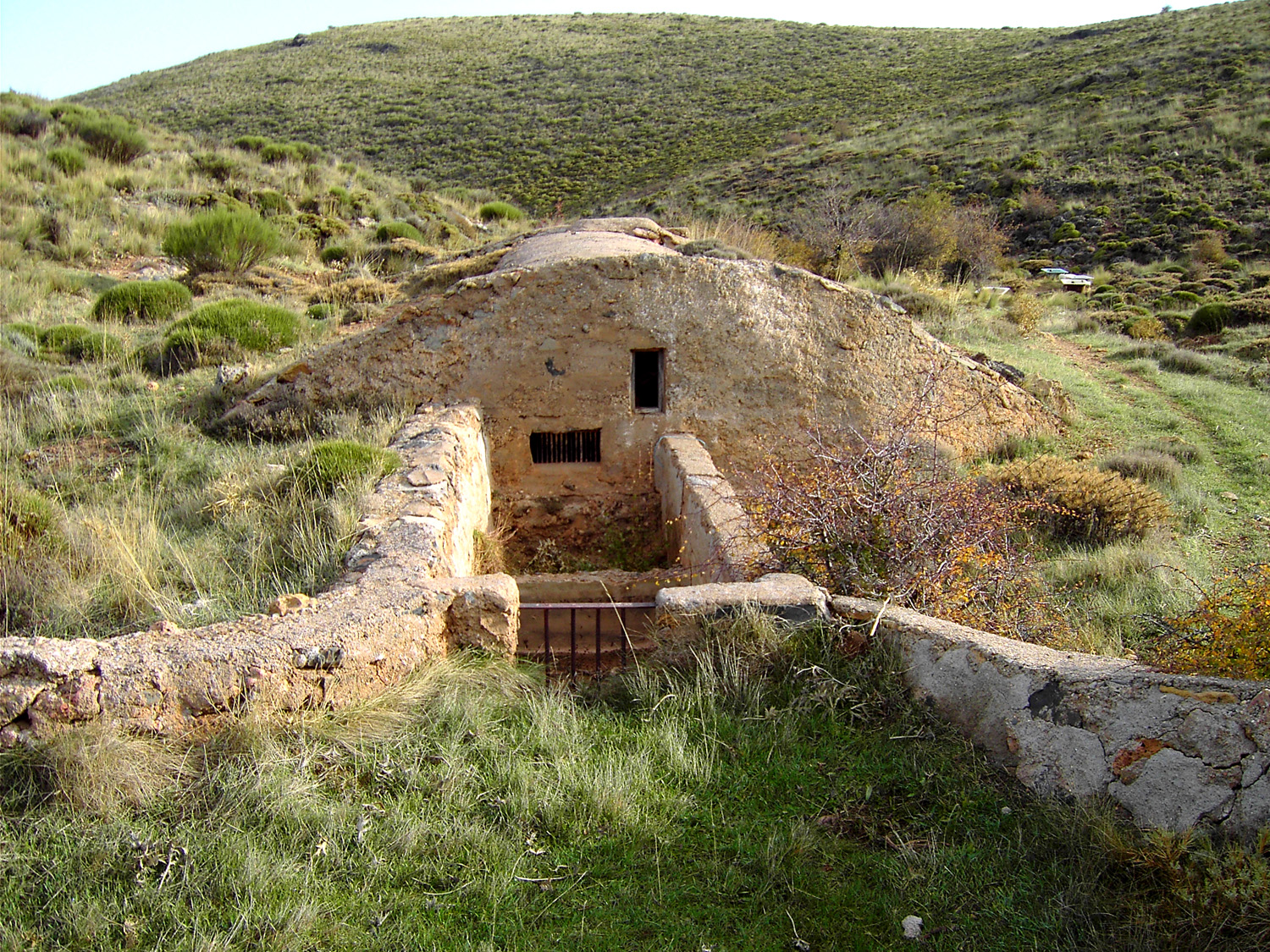
Antiguo Aljibe de Almócita.

Aljibe de bóveda de medio cañón, construido en mampostería .
Recoge agua de dos barrancos, mediante diques que lo cortan, también de mampostería. Anteceden a la boca de entrada dos decantadores y una reja de desbaste, complementada con una reja fina.
Cortijo de Las Paces
En el año 1570 se produjo la llegada de don Juan de Austria al municipio de Almócita para la negociación de la reducción de moriscos sublevados en la Alpujarra, cuya paz se celebró bajo una encina en el Cortijo del Hadid, que desde entonces tomó el nombre de «Cortijo de las Paces».
Dicha paz fue firmada por Abén Aboo, el asesino de Abén Humeya y don Juan de Austria en el mes de mayo. 

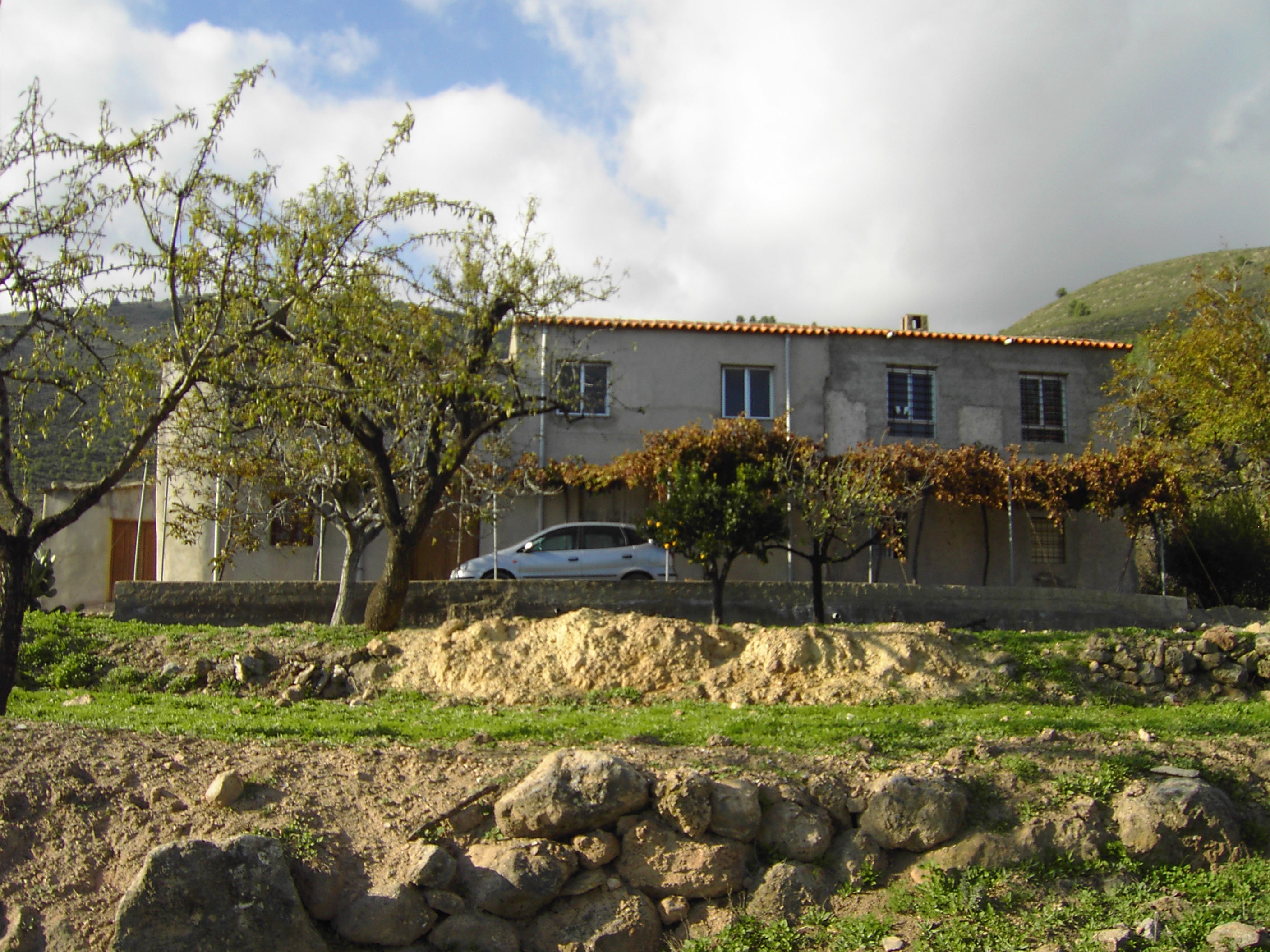
Cortijo de Las Paces.

### Patrimonio cultural inmaterial

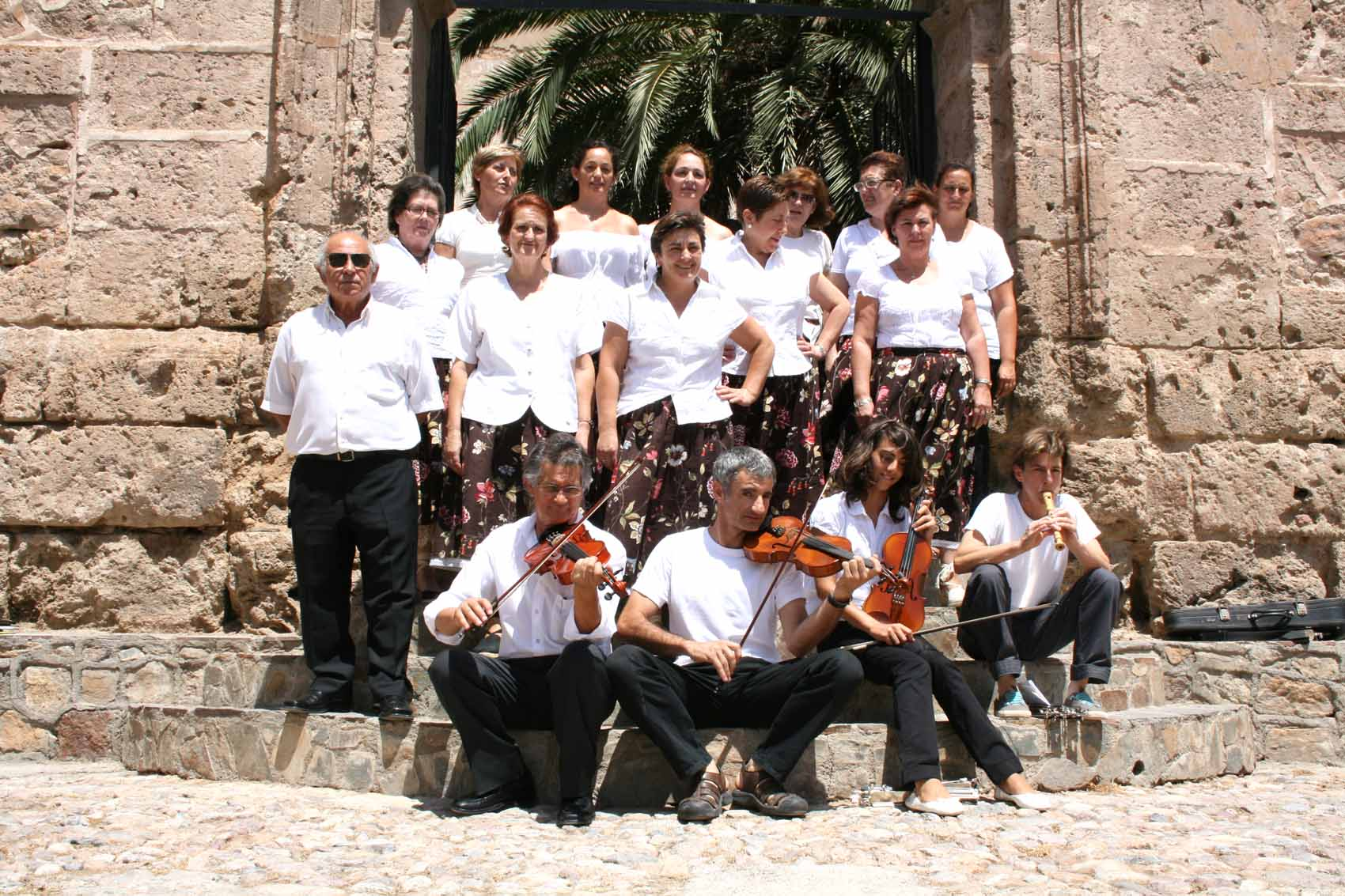
Coro de Folklore Tradicional "Los Tres Caños".

En la actualidad Almócita cuenta con un coro, siendo su misión principal la interpretación y rescate de la tradición oral folklórica del municipio. Fue fundado en el año 2006 y su primera actuación pública se produjo en el Festival de Música Tradicional de la Alpujarra que se celebró en los pueblos de Mecina Bombarón y Yegen ese mismo año.
En el año 2009 Almócita fue el pueblo organizador del XXIX Festival de Música Tradicional de la Alpujarra. El evento se convirtió en un auténtico éxito en todas sus dimensiones, tanto a nivel de participación como organizativo. Las estimaciones realizadas para determinar el número de visitantes concluyeron con una cifra alrededor de las 5000 personas.
La Noche de los Candiles
La Noche de los Candiles es una iniciativa original que se lleva desarrollando desde el año 2011. La primera edición se gestó en el marco de la Semana Europea de la Energía, de ahí que desde sus orígenes presentara una marcado acento en materia de desarrollo sostenible. Durante el proceso de evolución continua al que el evento ha estado sometido en ediciones posteriores, se han introducido importantes y numerosos cambios, todo ellos destinados a profundizar en la cultura ecológica de vertiente más ancestral e impregnada de ciertas reminiscencias celtíberas. Los vecinos rescatan los viejos candiles para afrontar una noche con la única iluminación del fuego. La privación de la luz eléctrica tras el apagón generalizado y el posterior encendido de antorchas naturales, barriles hoguera recubiertos de piedra natural, casas y fachadas alumbradas con candiles; conforman toda una amalgama de vivacidad candente que además se fusiona con la intensa propuesta artística cargada de simbolismo, tradición y magia, que durante unas horas transforma Almócita en un escenario de otra época.

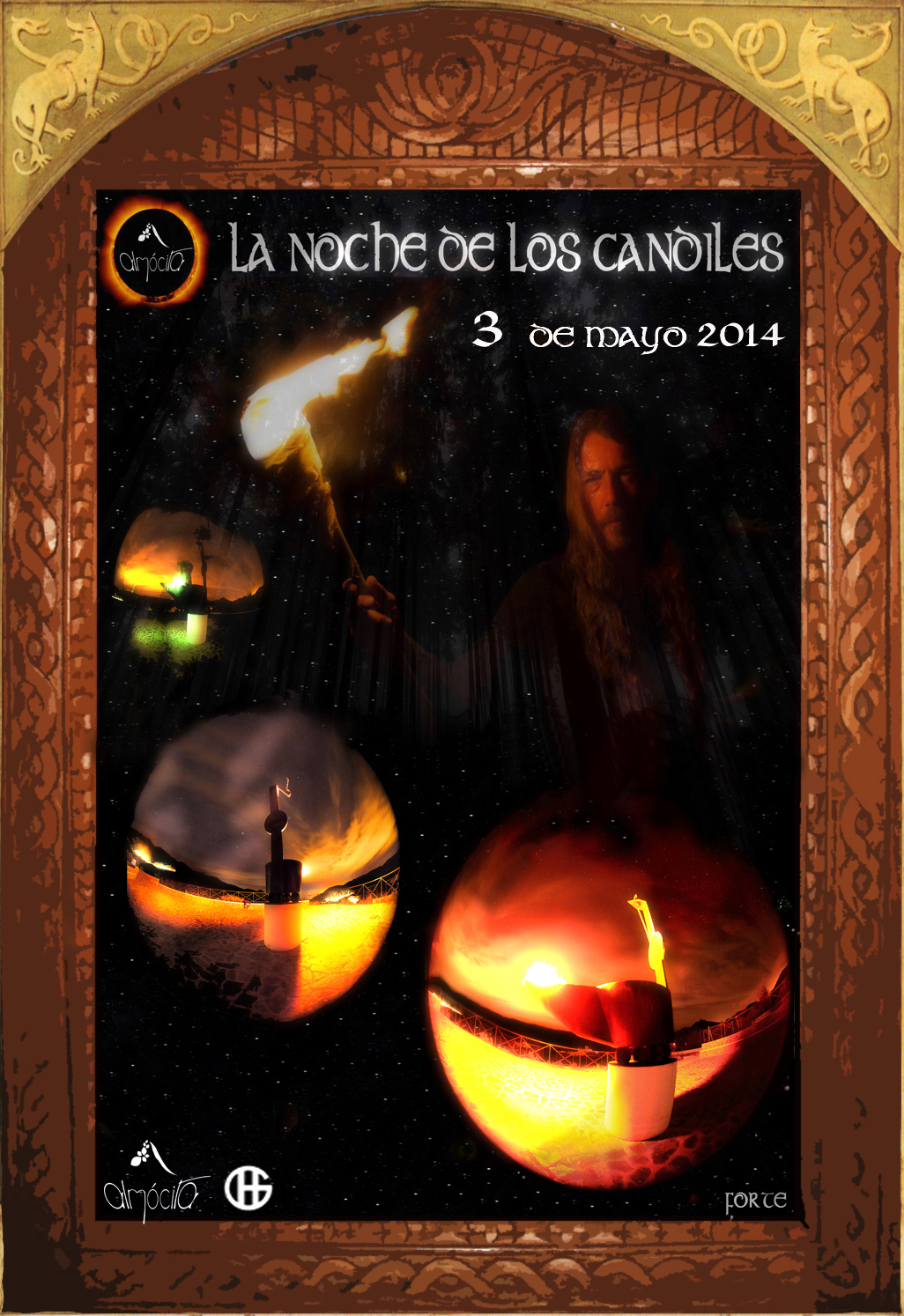
Cartel anunciador oficial La Noche de los Candiles 2014.

Paralelamente tiene lugar un encuentro de fotógrafos aficionados y profesionales.

### Gastronomía
Esta sería una muestra de la gastronomía popular en el pueblo de Almócita son: Los papajotes, el potaje de Semana Santa, la tortilla de bacalao los buñuelos, el arroz con dhul y los borrachillos.